# 1889年體育
请参看：
- 1889年
- 1889年文学
- 1889年台灣

## 大事記
- 2月9日－普雷斯顿以二比零擊敗阿士東維拉後贏得首屆英格蘭足球聯賽冠軍。
- 2月25日－南非首場板球對抗賽（Test cricket）於開普敦迎戰英格蘭。
- 3月30日
  - 普雷斯顿以三比零擊敗狼隊首次奪得英格蘭足總盃冠軍。
  - John T Reid 開設美國首個高爾夫球場。
- 5月9日－第十五屆肯塔基打吡由Thomas Kiley 策騎的Spokane 奪冠。
- 5月10日－第十六屆必利時錦標由W Anderson 策騎的Buddhist 奪冠。
- 6月13日－第二十三屆貝蒙錦標由W Hayward策騎的Eric 奪冠。
- 6月22日－路易斯維爾上校在美國職棒大聯盟破紀錄連續26場連敗。
- 7月13日－第十三屆溫布頓網球公開賽男單決賽，威廉·伦肖 擊敗欧内斯特·伦肖 奪冠。
- 7月13日－第十三屆溫布頓網球公開賽女單決賽，Blanche Hillyard 擊敗Lena Rice 奪冠。
- 8月29日－首場美國國際草地網球挑戰賽（台維斯盃前身）於纽波特舉行。
- 10月1日－荷蘭足球會HFC Haarlem成立。
- 10月18日－世界大賽首次由兩支紐約球會對決，由布魯克林超霸迎戰紐約巨人。
- 10月24日－壘球賽制引入冬季室內棒球聯盟。
- 10月29日－紐約巨人擊敗布魯克林超霸奪得世界冠軍。
- 11月4日－從國家聯盟脫離而成球員聯盟成立，但只是存在一年就宣佈解散。
- 12月8日－皇家荷蘭足球協會成立。
- 12月24日－Daniel Stover 及William Hance 取得腳踏車後輪煞車系統的專利權。

## 足球
- 普雷斯顿贏得首屆英格蘭足球聯賽冠軍，並以18勝4和不敗成績贏得冠軍，在英格蘭足球歷史上能夠同樣創出單季聯賽不敗成績只有兩支球隊達成，除了普雷斯顿之外就是2003年至04年英格蘭超級聯賽冠軍阿仙奴。
- 普雷斯顿奪得英格蘭足總盃冠軍，普雷斯顿同時贏得聯賽冠軍及足總盃成為英格蘭首支雙料冠軍。
- 英格蘭足球同盟成立，以和當時的足球聯盟（Football League）對立，創會時共有十二位成員，是英格蘭第二個職業足球聯賽。
- 丹麥足球協會成立。
- 首屆荷蘭足球錦標賽冠軍由VV Concordia奪得。
- 首屆丹麥足球錦標賽舉行。
- 1889年成立的足球會：
  - 錫菲聯（ 英格兰）
  - （ 英格兰）
  - 溫布頓（ 英格兰）
  - 韋爾瓦（ 西班牙）

### 各地聯賽及盃賽冠軍

#### 球會
- 英格兰
  - 英格蘭足球聯賽：普雷斯顿（第1次奪得）
  - 英格蘭足總盃：普雷斯顿（第1次奪得）
- 愛爾蘭
  - 愛爾蘭盃：里斯布恩造酒廠（第4次奪得）
- 荷蘭
  - 荷蘭足球錦標賽：VV Concordia（第1次奪得）
- 苏格兰
  - 蘇格蘭足總盃：第三蘭勒克（英语：Third_Lanark_A.C.）（第1次奪得）
- - 威爾士杯：班戈爾城（第1次奪得）
- 印度
  - 杜蘭德盃：高地轻步兵团（Highland Light Infantry，第1次奪得）
- 美国
  - 美洲盃：Fall River Rovers（第2次奪得）

- 英國本土四角錦標賽：苏格兰 （第5次奪得）